# 신현종 (1959년)
신현종(1959년 8월 11일~2013년 10월 18일)은 대한민국의 양궁 감독이다.
1989년 청원군청 양궁팀의 코치로 활동했으며, 2002년 청원군청 양궁팀의 감독을 맡았다. 이후 2006년 체육훈장 백마장을 수여받기도 했다.
그 뒤 양궁 국가대표팀 여자컴파운드 코치로 선임되어 2013년 10월 4일 터키 안탈랴 벨렉 파필리온 스포츠센터에서 열린 2013 세계양궁선수권대회 여자 컴파운드 단체전 8강전을 지휘하던 도중 실신한 뒤 중태에 빠졌으며, 곧바로 현지 병원으로 이송되어 뇌출혈 의심 진단을 받았다. 이후 대형 병원으로 옮겨져 지난 7일 뇌수술을 받았으나, 뇌부종 등으로 끝내 의식을 찾지 못하고 10월 18일 숨을 거뒀다. 향년 55세